# 대전 동춘당 종택
대전 동춘당 종택(大田 同春堂 宗宅)은 대전광역시 대덕구 동춘당공원에 있는 조선시대의 가옥이다. 2016년 8월 26일 대한민국의 국가민속문화재 제289호로 지정되었다.

## 개요
대전 동춘당 종택은 조선 후기 기호학파의 대표적인 학자인 동춘당 송준길(宋浚吉, 1606~1672)의 5대조 송요년(宋遙年, 1429~1499)이 15세기 후반 건립하였다고 전해지며, 이후 몇차례 이전을 하여 현재는 1835년 보수할 때의 모습으로 남아 있다.
이 고택은 임진왜란 이전 충청지역 살림집의 흔적을 유추해볼 수 있는 희소성이 있고, 상량문 등의 기록과 유적 등을 통해 변천과정을 명확히 알 수 있는 훌륭한 문화재이다. 안채는 충청지역에서는 드문 ‘ㄷ’자형 평면을 이루며, 6칸규모의 대청마루와 세로로 긴 안마당 구성은 이 지역 상류주택의 특성을 나타내며, 사랑채는 일자형으로 규모가 크고 큰사랑방과 작은사랑방이 별도의 마루를 갖고, 내외담을 통해 안채와의 절묘한 배치를 볼 수 있다.
또한 동춘당 송준길의 불천위와 기타 제례가 그대로 전승되고 있고, 문중에서 소장하고 있는 방대한 고문서 등은 조선 중기부터 근대에 이르기까지 집안의 생활사와 지역 향촌사회의 변화를 볼 수 있는 귀한 자료이다.

## 같이 보기
- 송준길

## 참고 자료
- 대전 동춘당 종택 - 국가유산청 국가유산포털